# Riesen-Palmlilie
Die Riesen-Palmlilie (Yucca elephantipes) (englische Trivialnamen: Giant Yucca, Spineless Yucca) ist eine Pflanzenart der Gattung der Palmlilien (Yucca) in der Familie der Spargelgewächse (Asparagaceae).

## Beschreibung

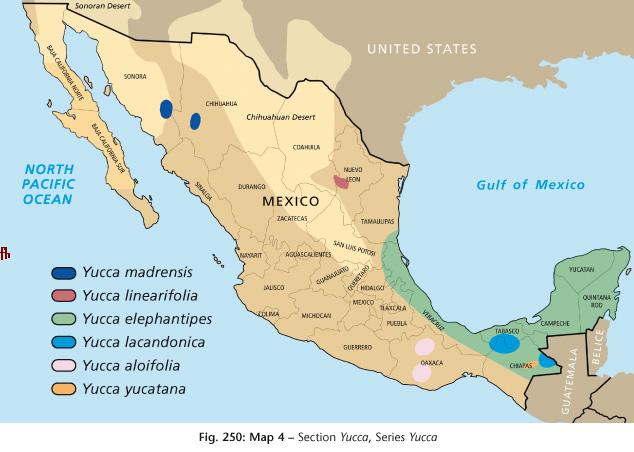
Verbreitungsgebiet der Sektion Yucca Serie Yucca in Mexiko

Die Riesen-Palmlilie bildet aus der verdickten Basis zahlreich Stämme von 2 bis 10 Meter Höhe. Die variablen, weichen, gezahnten, grünen Laubblätter sind 60 bis 110 cm lang und 2 bis 3 cm breit. 
Der in den Blättern beginnende, verzweigte, dichte Blütenstand wird 0,5 bis 1 Meter hoch. Die hängenden, glockenförmigen, weißen Blüten sind 3 bis 5 cm lang und 1 bis 2 cm  breit. Die Blütezeit reicht von August bis September.

## Vorkommen
Die Riesen-Palmlilie ist in Mexiko in den Staaten Yucatan, Quintana Roo, Campeche, Chiapas in dichten Wäldern in Höhenlagen von 2000 bis 2100 m verbreitet.
In mediterranen Regionen in Europa werden sie in Parks und Gärten gepflanzt. Kurze Frostperioden bis etwa minus 8 °C werden toleriert.

## Systematik
Die Riesen-Palmlilie (Yucca elephantipes) ist ein Vertreter der Sektion Yucca Serie Yucca. Diese Art ist eng verwandt mit Yucca lacandonica, jedoch ist sie durch die verdickte Stammbasis leicht zu unterscheiden.
Die Erstbeschreibung durch Eduard August von Regel unter dem Namen Yucca elephantipes ist 1859 veröffentlicht worden. Synonym von Baker unter dem Namen Yucca guatemalensis 1872.

## Nutzung
Aus den Blättern der Riesen-Palmlilie werden Fasern gewonnen; Blüten und Stammspitzen werden als Gemüse genutzt.